# Judith Rothenborg
Judith Rothenborg (* 19. März 1949 in Lolland; † 7. September 2023 in Kopenhagen) war eine dänische Schauspielerin.

## Leben
Judith Rothenborg wuchs auf der Insel Lolland auf.
Sie absolvierte ihre Schauspielausbildung von 1969 bis 1974 an der Schauspielschule des Odense Teater, wo sie auch ihr Bühnendebüt als Darstellerin hatte und dort anschließend bis zum Jahr 1978 als festes Ensemblemitglied engagiert war. Als Bühnendarstellerin wirkte sie in zahlreichen Theaterstücken, Musicals, Varieté-Shows und in Ballett-Aufführungen mit, so unter anderem auch am Königlichen Theater Kopenhagen, am Folketeatret, am Betty-Nansen-Theater oder am Aarhus Teater, wo sie auch einige Zeit lang als Schauspielcoach tätig war. Von 1976 bis 2022 wirkte sie als Schauspielerin vor der Kamera in mehr als 20 Film-und-Fernsehproduktionen mit, darunter auch neben Ove Sprogøe in der Serie Privatdetektiv Anthonsen. Daneben war sie als Synchronsprecherin für Animationsfilme und Zeichentrickfilme tätig. Sie trat auch als Clown-Doktor in verschiedenen Krankenhäusern auf.
Ihre Tochter Barbara Topsøe-Rothenborg (* 1979) ist ebenfalls als Schauspielerin tätig. Rothenburg lebte viele Jahre lang in Kopenhagen. Sie starb am 7. September 2023 im Alter von 74 Jahren an den Folgen einer Krebserkrankung.

## Filmografie (Auswahl)
- 1976: Den dobbelte mand
- 1977: Gangsterens laerling
- 1983: Schrei des Dornenvogels
- 1984: Privatdetektiv Anthonsen (Fernsehserie, 2 Folgen)
- 1992: Morklaegning
- 1994: Tango for tre
- 1997: Pippi am Nordpol
- 2002: Slim Slam Slum
- 2006: Der Adler – Die Spur des Verbrechens (Fernsehserie, 1 Folge)
- 2012: Kommissarin Lund – Das Verbrechen (Fernsehserie, 1 Folge)
- 2019: Countdown Copenhagen (Fernsehserie, 6 Folgen)
- 2020: The Food Club
- 2022: Klimakrigeren